# Allonnes (Sarthe)
Allonnes ist eine französische Stadt mit 10.740 Einwohnern (Stand 1. Januar 2022) im Département Sarthe in der Region Pays de la Loire. Sie liegt sieben Kilometer südwestlich von Le Mans auf dem rechten Ufer der Sarthe. Die Stadt gehört zum Großraum Le Mans.

## Bevölkerungsentwicklung
| Jahr                       | 1962 | 1968   | 1975   | 1982   | 1990   | 1999   | 2006   | 2018   |
| Einwohner                  | 4983 | 11.570 | 15.852 | 15.623 | 13.561 | 12.232 | 11.301 | 11.075 |
| Quellen: Cassini und INSEE |      |        |        |        |        |        |        |        |

## Sehenswürdigkeiten
„La tour aux fées“ (Feenturm); es handelt sich um die Reste eines Tempels aus gallo-römischer Zeit, der dem gallischen Gott Mars Mullo geweiht war. Archäologische Funde belegen aber, dass der Ort schon im 4. Jahrhundert vor Christus für kultische Handlungen benutzt wurde.

## Städtepartnerschaften
Eine Städtepartnerschaft besteht seit 1976 mit Delmenhorst in Deutschland. Darüber hinaus gibt es partnerschaftliche Beziehungen seit 2004 zu Sangha in Mali, zu San Juan de Cinco Pinos im Nordosten Nicaraguas und nach Palästina.